# Epidemic
Epidemic es una película de 1987 dirigida por Lars von Trier. Es la segunda de las películas conocidas colectivamente como la trilogía europea. Las otras dos películas de la trilogía son El elemento del crimen (1984) y Europa (1991).
Coescrita por Niels Vørsel, se centra en el proceso de escritura de guiones. Vørsel y von Trier se interpretan a sí mismos, llevando un guion para un productor con prisas. Esta historia se intercala con escenas de la película que escriben, en la que von Trier interpreta a un médico renegado tratando de curar una epidemia de hoy en día. Esta película es la primera de una serie de colaboraciones entre von Trier y Udo Kier.
Por una parte está la voz en off, considerada como el pensamiento desligado de lo que sucede. Por otra, se encuentra el nivel real donde hay propuestas para diseñar la historia de una película. Y en último lugar está la película en sí. De pensamiento se pasa a palabras y de palabras a imágenes. Estos niveles se cruzan, ya que en ella se habla de los obstáculos que hay a la hora de crear una película.
Su textura visual es de documental, imágenes con mucho grano, rodadas en tomas largas y en 16 mm, pero luego se rompe la unidad narrativa y la historia cobra forma. La primera parte de la historia sobre el Doctor Mesmer la vemos con mayor definición, más plasticidad y rodada en 35 mm.
Epidemic es una de las más esclarecedoras películas sobre Lars, debido a su implicación tanto laboral como personal. En ella asume un papel ficticio y real al mismo tiempo, además de transcurrir gran parte de la película en Dinamarca, su país natal.

## Argumento
La película transcurre a lo largo de cinco días. En el primer día, los protagonistas y guionistas Lars y Niels pierden la única copia de un guion de cine de más de 200 páginas en un disco (Kommisæren Og Luderen, "La Policía y la Ramera", una referencia a El elemento del crimen) que preparaban conjuntamente. Ante este suceso, comienzan a escribir un nuevo guion basado en la propagación de una epidemia mortal e incurable.
El protagonista es un médico, Mesmer (protagonizado también por Lars Von Trier), que en contra de la voluntad de la Facultad de Medicina de una ciudad desconocida, acude al campo a ayudar a la gente afectada por la epidemia. Durante los siguientes días, los hechos de la escritura empiezan a unirse con los eventos de la vida real, en la que una enfermedad de similares características comienza a extenderse. Lars y Niels viajan a Alemania para encontrarse con su productor, ignorando que todo lo que ellos escriben en su guion empieza a manifestarse. Aquí, un hombre cuenta una historia sobre el bombardeo a Colonia en la Segunda Guerra Mundial, punto en común con el guion escrito.
Después del viaje, Niels va a un hospital, donde se somete a un procedimiento quirúrgico menor y se encuentran con Palle, un patólogo que está revisando un cadáver afectado por la nueva epidemia. El último día, Lars y Niels tiene una cena con su productor, al que revelan el final de la película, final en el que Mesmer y su equipo médico han propagado la enfermedad. Al productor no le gusta el corto guion de doce páginas, falto de violencia, con pocas muertes, y en el que no hay argumentos secundarios (que son comunes en el cine danés).
Después de que un hipnotizador y una mujer lleguen a la casa, para "ayudar" a escribir el guion, la mujer es dominada por las visiones de la secuencia de comandos que se están convirtiendo en real. Ella se suicida y a continuación, otra mujer que comparte la casa con Lars y Niels muere también. La película acaba con Niels mostrando signos de la enfermedad.

## Reparto
| Actor                    | Personaje  | Notas                                  |
| ------------------------ | ---------- | -------------------------------------- |
| Allan De Waal            |            |                                        |
| Ole Ernst                |            |                                        |
| Michael Gelting          |            |                                        |
| Colin Gilder             |            |                                        |
| Svend Ali Hamann         | Él mismo   |                                        |
| Claes Kastholm Hansen    | Él mismo   |                                        |
| Ib Hansen                |            |                                        |
| Anja Hemmingsen          |            |                                        |
| Kirsten Hemmingsen       |            |                                        |
| Cæcilia Holbek Trier     |            | Acreditada como Cæcilia Holbek         |
| Gert Holbek              |            |                                        |
| Udo Kier                 | Él mismo   |                                        |
| Joergen Christian Krueff |            | Acreditado como Jørgen Christian Krüff |
| Jan Kornum Larsen        |            |                                        |
| Gitte Lind               | Ella misma |                                        |

## Premios
Festival de Cannes
| Año  | Categoría         | Resultado |
| ---- | ----------------- | --------- |
| 1987 | Un Certain Regard | Nominada  |

Festival Internacional de Cine Fantástico de Fantasporto
| Año  | Categoría      | Resultado |
| ---- | -------------- | --------- |
| 1988 | Mejor película | Nominada  |

## Crítica
Muchos críticos quedaron insatisfechos con Epidemic al observar que Lars evitaba responder preguntas sobre el sentido final de esta película.
La película quedó relegada a un segundo plano en la trayectoria de Lars y en muchos países, como en España, ni siquiera llegó a estrenarse. Aun así, muchas revistas y periódicos extranjeros apoyaron Epidemic, en contra de la crítica danesa que calificó la película como un fracaso absoluto.
Debido a este hecho Lars tardó bastante tiempo en encontrar un distribuidor en su país. 
Sin embargo años después, muchos críticos y el propio Lars siguen clasificando Epidemic como su obra más valiosa, un misterio sobre quién es Lars Von Trier.